# トガリエビス
トガリエビス（学名：Sargocentron spiniferum）はキンメダイ目イットウダイ科に属する魚類の一種。

## 形態
日本産のイットウダイ類では最大の種類で、大きさは45cm程度だが、50cmを超える場合もある。体色は赤く、鱗の後縁は白い。目の後方に濃い赤色の斑点が入る。第一背鰭は赤く、その他の鰭は黄色。頬には斜めに並んだ5列の鱗がある。前鰓蓋に毒のある長く鋭い棘を1本、後鰓蓋に短い棘を2本持つ。第一背鰭は棘条11本、第二背鰭は軟条14-16本で構成される。臀鰭は前縁が赤く、棘条4本、軟条9-10本で構成される。胸鰭は付け根が赤く白い線が一本入り、軟条14-16本で構成される。腹鰭は前縁が白く、棘条1本と軟条7本で構成される。

## 生態
西、中央太平洋、インド洋の熱帯海域に広く分布し、日本では和歌山県、屋久島、琉球列島等でみられる。浅い海の岩礁やサンゴ礁に生息するが、水深120mを超える場所からも記録されている。夜行性で、日中は単独で岩場や海底洞窟などに隠れ、夜間に単独または少数の群れを作り底付近を遊泳する。小魚や甲殻類、ゴカイなどを捕食する。卵生であり、満月の日に繁殖を行う。

## 人との関わり
マシラア、マシラカーとも呼ばれるが、石垣島では「ハマサキノオクサン」という別名で呼ばれ、食用として人気が高い。これは、この魚を好んで食べていた人の名前と、その人の住んでいた所に由来するという。

## ギャラリー

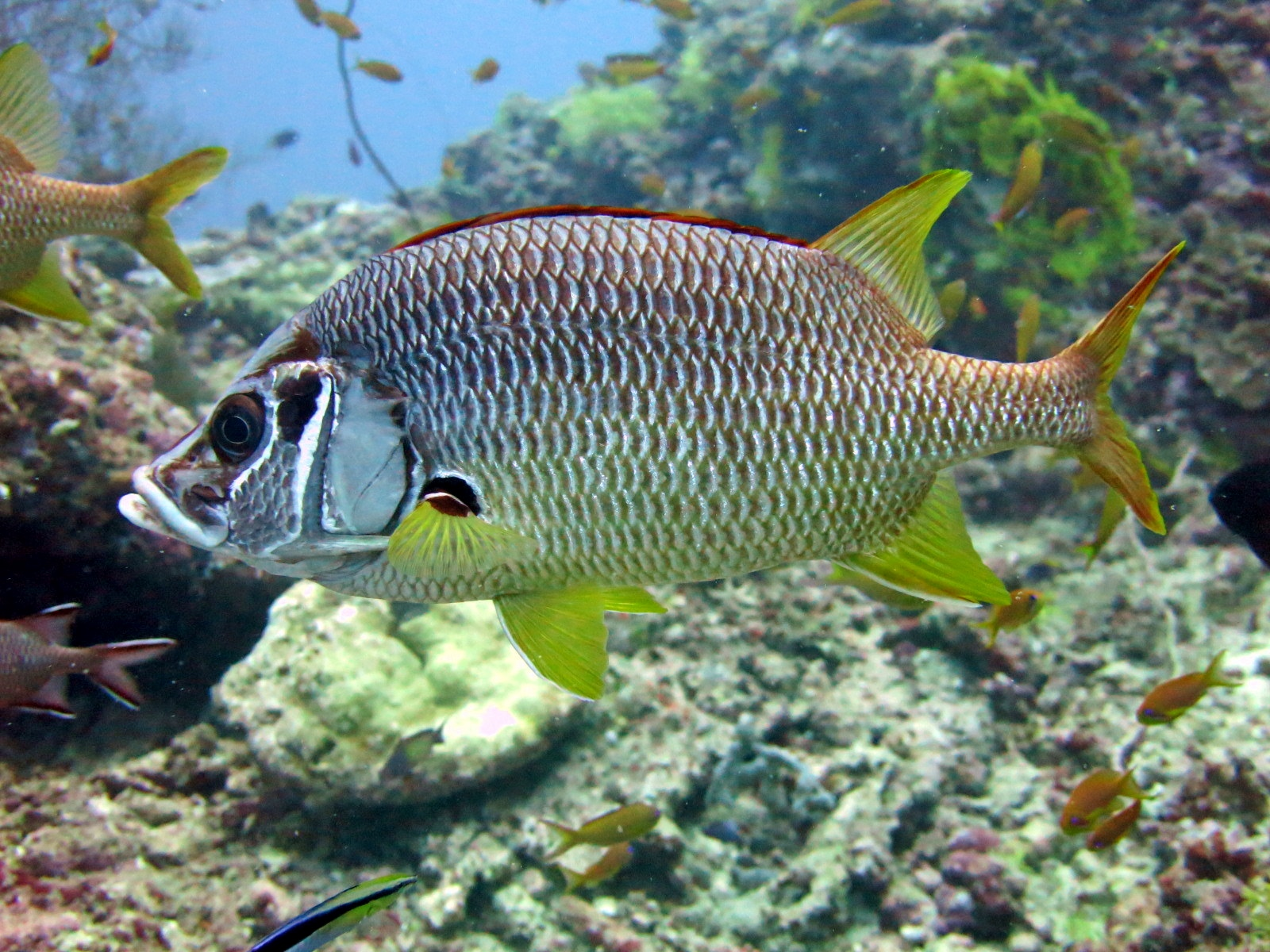
白みの強い個体
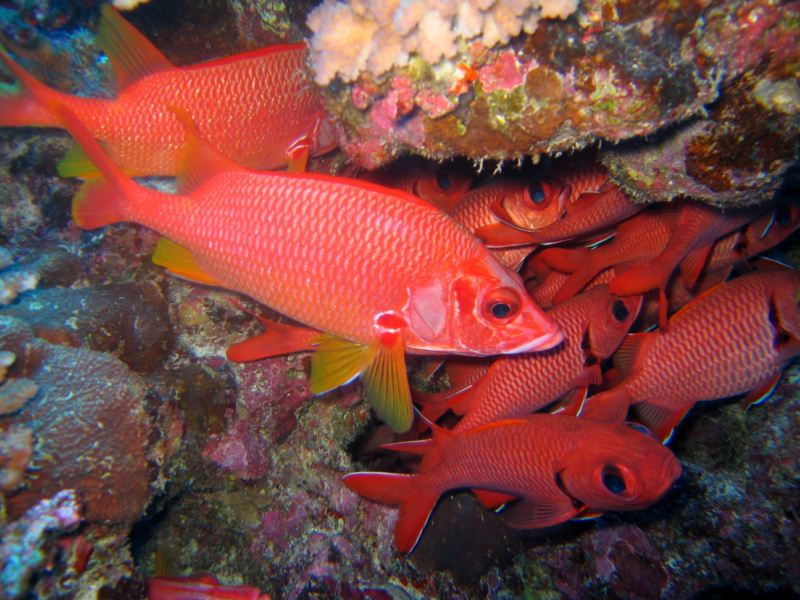
群れている様子